# Średni przedsiębiorca
Średni przedsiębiorca – zgodnie z art. 7 ust. 1 pkt 3 polskiej ustawy z dnia 6 marca 2018 r. – Prawo przedsiębiorców   jest to przedsiębiorca, który w co najmniej jednym z dwóch ostatnich lat obrotowych:
- zatrudniał średniorocznie mniej niż 250 pracowników oraz

- osiągnął roczny obrót netto ze sprzedaży towarów, wyrobów i usług oraz operacji finansowych nie przekraczający równowartości w złotych 50 mln euro lub sumy aktywów jego bilansu sporządzonego na koniec jednego z tych 2 lat nie przekraczający równowartości w złotych 43 mln euro.